# Амбар у Шиду, Ул. Моше Пијаде 62
 Амбар у Улици Моше Пијаде 62 налази се у Шиду. Саграђен је 1806. године и представља непокретно добро као споменик културе.

## Опште информације
Налази се у дворишту, година 1806. о датуму настанка урезана је на предњој страни дирека трема, као и иницијали мајстора који је био самоук. Грађен је од храстових греда и дасака, богати је декорисан и складних је димензија.
Ово је један од старијих амбара на овом подручју Срема и као такав погодан је за преношење путем влачења. Двосливног је крова, покривен бибер црепом са малим тремом на коме се одлажу пољопривредне алатке везане за житарице.
Подељен у шест окана с тим што су два највећа окна помична односно преградне ограде се могу уклонити и од два да се направи једно окно. Доста декоративно су обрађени предњи стубови на гонку у облику правоугаоника, елипси са стубићима, са урезаним цветним мотивима у правоугаоним поделама као и са класјима жита у орнаментици што говори да је ово пољопривредни објекат.
Постављен је на цигленом постаменту у висини шест редова цигли и то из три дела у ширини четири хоризонтално постављене цигле на левом и десном крају као и у средини на пет реди цигала.